# Aspidoscelis opatae
Aspidoscelis opatae (опатський батогохвіст) — вид ящірок родини теїдових (Teiidae). Ендемік Мексики.

## Поширення і екологія
Опатські батогохвости мешкають в долині річки Бавіспе на північному заході Сонори. Вони живуть в сухих чагарниках.